# Galaktanska endo-1,6-beta-galaktozidaza
Galaktan endo-1,6-beta-galaktozidaza (EC 3.2.1.164, endo-1,6-beta-galaktanaza) je enzim sa sistematskim imenom endo-beta-(1->6)-galaktanaza. Ovaj enzim katalizuje sledeću hemijsku reakciju
Endohidroliza (1->6)-beta-D-galaktozidnih veza u arabinogalaktanskim proteinima i (1->3):(1->6)-beta-galaktana čime se formira galaktoza i (1->6)-beta-galaktobioza kao finalni produkti
Ovaj enzim specifično hidrolizuje 1,6-beta-D-galaktooligosaharide sa stepenom polimerizacije većim od 3, i njihove kiselinske derivate sa 4-O-metilglukoziluronat ili glukoziluronat grupama na neredukujućim krajevima.

## Literatura
- Nicholas C. Price; Lewis Stevens (1999). Fundamentals of Enzymology: The Cell and Molecular Biology of Catalytic Proteins (Third изд.). USA: Oxford University Press. ISBN 019850229X.
- Eric J. Toone (2006). Advances in Enzymology and Related Areas of Molecular Biology, Protein Evolution (Volume 75 изд.). Wiley-Interscience. ISBN 0471205036.
- Branden C; Tooze J. Introduction to Protein Structure. New York, NY: Garland Publishing. ISBN 0-8153-2305-0.
- Irwin H. Segel. Enzyme Kinetics: Behavior and Analysis of Rapid Equilibrium and Steady-State Enzyme Systems (Book 44 изд.). Wiley Classics Library. ISBN 0471303097.
- William P. Jencks (1987). Catalysis in Chemistry and Enzymology. Dover Publications. ISBN 0486654605.

## Spoljašnje veze
- Galactan+endo-1,6-beta-galactosidase на 